# San Vito al Torre
San Vito al Torre is een gemeente in de Italiaanse provincie Udine (regio Friuli-Venezia Giulia) en telt 1359 inwoners (31-12-2004). De oppervlakte bedraagt 11,6 km², de bevolkingsdichtheid is 118 inwoners per km².
De volgende frazioni maken deel uit van de gemeente: Crauglio, Nogaredo.

## Demografie
San Vito al Torre telt ongeveer 497 huishoudens. Het aantal inwoners steeg in de periode 1991-2001 met 0,9% volgens cijfers uit de tienjaarlijkse volkstellingen van ISTAT.
| Jaar | Inwoneraantal |
| ---- | ------------- |
| 1991 | 1288          |
| 2001 | 1300          |

## Geografie
De gemeente ligt op ongeveer 17 m boven zeeniveau.
San Vito al Torre grenst aan de volgende gemeenten: Aiello del Friuli, Campolongo al Torre, Chiopris-Viscone, Medea (GO), Palmanova, Romans d'Isonzo (GO), Tapogliano, Trivignano Udinese, Visco.